# استان لاکرونیا
لاکرونیا (به اسپانیایی: La Coruña)، استانی در شمال غربی کشور اسپانیا و یکی از استان‌های تشکیل‌دهندهٔ بخش خودمختار گالیسیا است.

## جغرافیا
این استان هم‌مرز با استان‌های پونتودرا و لوگو می‌باشد و اقیانوس اطلس آن‌را از سمت شمال و غرب احاطه کرده‌است.
مرکز این استان شهر لاکرونیا است.

## جمعیت و مساحت
۱٬۱۲۶٬۷۰۷ نفر (۲۰۰۲) در سیوداد رئال زندگی می‌کنند که از این میان ۲۴۴٬۳۸۸ نفر ساکن شهر لاکرونیا هستند. این استان ۷٬۹۵۰ کیلومتر مربع مساحت دارد و دارای ۹۶ دهستان است.

## ورزش
تیم فوتبال این استان دپورتیو لاکرونیا (Deportivo de La Coruña) شهرت جهانی دارد.

## جستارهای وابسته

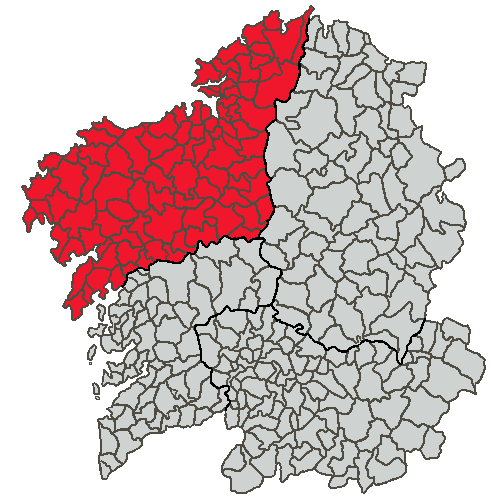